# Malinese gemeente
Een gemeente is een bestuurlijke eenheid in Mali. Het is de derde laag na de cercles en regio's. Bij elkaar zijn er 703 gemeenten die onder te verdelen zijn in 36 stedelijke en 667 landelijke gemeenten.
Een gemeente maakt deel uit van een cercle, waar er 49 van bestaan in Mali; de cercles maken deel uit van in totaal acht regio's van Mali.